# Thorigny (Vendée)
Thorigny és un municipi francès situat al departament de Vendée i a la regió de País del Loira. L'any 2007 tenia 996 habitants.

## Demografia

### Població
El 2007 la població de fet de Thorigny era de 996 persones. Hi havia 400 famílies de les quals 100 eren unipersonals (44 homes vivint sols i 56 dones vivint soles), 141 parelles sense fills, 152 parelles amb fills i 7 famílies monoparentals amb fills.
La població ha evolucionat segons el següent gràfic:
Habitants censats

### Habitatges
El 2007 hi havia 457 habitatges, 406 eren l'habitatge principal de la família, 22 eren segones residències i 30 estaven desocupats. 436 eren cases i 20 eren apartaments. Dels 406 habitatges principals, 310 estaven ocupats pels seus propietaris, 84 estaven llogats i ocupats pels llogaters i 11 estaven cedits a títol gratuït; 1 tenia una cambra, 20 en tenien dues, 77 en tenien tres, 113 en tenien quatre i 194 en tenien cinc o més. 326 habitatges disposaven pel capbaix d'una plaça de pàrquing. A 163 habitatges hi havia un automòbil i a 219 n'hi havia dos o més.

### Piràmide de població
La piràmide de població per edats i sexe el 2009 era:
| Homes | Edats   | Dones |
| ----- | ------- | ----- |
| 0     | 95 o +  | 0     |
| 0     | 90 a 94 | 4     |
| 8     | 85 a 89 | 4     |
| 4     | 80 a 84 | 12    |
| 36    | 75 a 79 | 16    |
| 24    | 70 a 74 | 20    |
| 28    | 65 a 69 | 36    |
| 12    | 60 a 64 | 16    |
| 16    | 55 a 59 | 8     |
| 8     | 50 a 54 | 28    |
| 36    | 45 a 49 | 24    |
| 44    | 40 a 44 | 44    |
| 32    | 35 a 39 | 24    |
| 40    | 30 a 34 | 28    |
| 36    | 25 a 29 | 36    |
| 32    | 20 a 24 | 12    |
| 16    | 15 a 19 | 44    |
| 32    | 10 a 14 | 16    |
| 40    | 5 a 9   | 16    |
| 12    | 0 a 4   | 36    |

## Economia
El 2007 la població en edat de treballar era de 643 persones, 527 eren actives i 116 eren inactives. De les 527 persones actives 486 estaven ocupades (264 homes i 222 dones) i 41 estaven aturades (20 homes i 21 dones). De les 116 persones inactives 42 estaven jubilades, 31 estaven estudiant i 43 estaven classificades com a «altres inactius».

### Ingressos
El 2009 a Thorigny hi havia 440 unitats fiscals que integraven 1.076 persones, la mediana anual d'ingressos fiscals per persona era de 16.339 €.

### Activitats econòmiques
Dels 40 establiments que hi havia el 2007, 1 era d'una empresa alimentària, 1 d'una empresa de fabricació d'altres productes industrials, 8 d'empreses de construcció, 4 d'empreses de comerç i reparació d'automòbils, 2 d'empreses de transport, 3 d'empreses d'hostatgeria i restauració, 2 d'empreses d'informació i comunicació, 1 d'una empresa financera, 11 d'empreses de serveis, 2 d'entitats de l'administració pública i 5 d'empreses classificades com a «altres activitats de serveis».
Dels 11 establiments de servei als particulars que hi havia el 2009, 1 era una oficina bancària, 2 tallers de reparació d'automòbils i de material agrícola, 1 paleta, 1 guixaire pintor, 2 fusteries, 2 electricistes, 1 perruqueria i 1 restaurant.
L'únic establiment comercial que hi havia el 2009 era una fleca.
L'any 2000 a Thorigny hi havia 54 explotacions agrícoles que ocupaven un total de 2.268 hectàrees.

## Equipaments sanitaris i escolars
El 2009 hi havia 2 escoles elementals.

## Poblacions més properes
El següent diagrama mostra les poblacions més properes.